# Beate Meißner

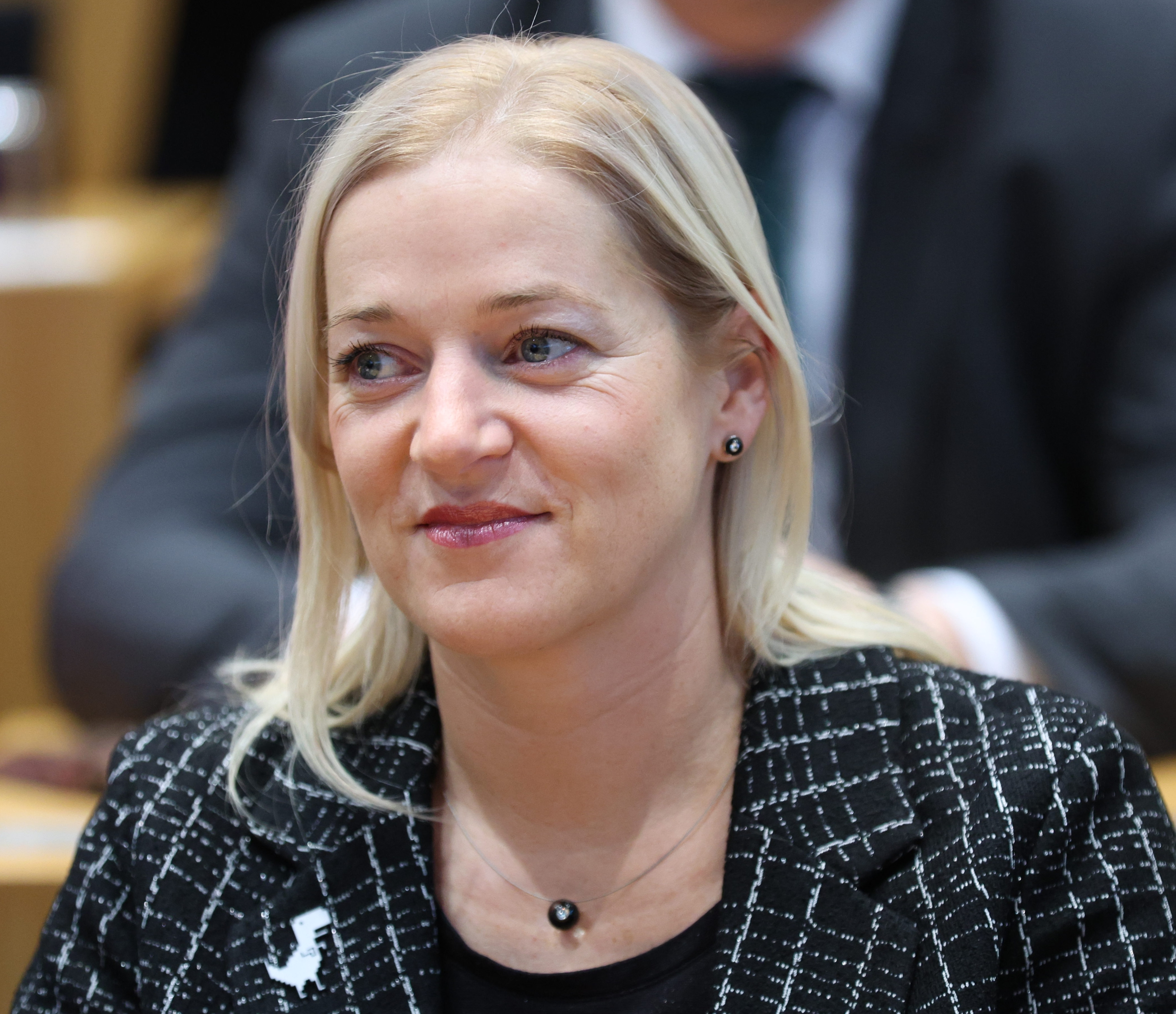
Beate Meißner (2024)

Beate Meißner (* 2. April 1982 in Marienberg, Bezirk Karl-Marx-Stadt, DDR) ist eine deutsche Politikerin (CDU). Sie ist seit 2006 Mitglied des Thüringer Landtags. Seit 2024 ist sie Thüringer Ministerin für Justiz, Migration und Verbraucherschutz.

## Schulischer und beruflicher Werdegang
Meißner besuchte von 1988 bis 1992 die Grundschule in Artern, wechselte im Anschluss auf das Gymnasium und legte 2000 das Abitur am staatlich anerkannten Gymnasium Klosterschule Roßleben ab. Danach nahm sie ein Studium der Rechtswissenschaft an der Friedrich-Schiller-Universität Jena auf, das sie 2005 mit dem ersten juristischen Staatsexamen beendete. Daneben absolvierte sie von 2001 bis 2005 ein Zertifikatsstudium im Magisternebenfach Politikwissenschaft. Bis 2011 absolvierte sie den juristischen Vorbereitungsdienst (Referendariat) im Bezirk des Landgerichtes Erfurt mit dem Abschluss des zweiten juristischen Staatsexamens.

## Politischer Werdegang
Meißner schloss sich 1998 der Jungen Union an und war von 2001 bis 2004 Vorsitzende der JU Kyffhäuserkreis. 2003 trat sie in die CDU ein. Im September 2012 wurde sie zur Beisitzerin im Landesvorstand der CDU Thüringen gewählt. Von Juni 2013 bis zum November 2015 war Meißner Vorsitzende des CDU-Kreisverbands Sonneberg. Seit März 2022 hat sie dieses Amt erneut inne. Im September 2020 wurde sie zur stellvertretenden Landesvorsitzenden der CDU Thüringen gewählt.
In Sonneberg ist Meißner seit den Kommunalwahlen in Thüringen 2009 Mitglied im Stadtrat. Seit 2019 ist sie zudem ehrenamtliche Beigeordnete der Stadt Sonneberg sowie zweite Stellvertreterin des Bürgermeisters.
Am 1. Juli 2006 rückte sie für die ausgeschiedene Abgeordnete Christine Zitzmann in den Thüringer Landtag nach. In den folgenden zwei Jahren war sie Mitglied im Bildungsausschuss bis Mai 2008, seit Mai 2008 Mitglied im Ausschuss für Justiz Bundes- und Europaangelegenheiten sowie im Ausschuss für Soziales, Familie und Gesundheit.
Zur Landtagswahl 2009 trat sie im Wahlkreis Sonneberg I erstmals als Direktkandidat der CDU an und setzte sich mit 43,2 Prozent der Erststimmen gegen Michael Gerstenberger von der Linkspartei durch. Im Thüringer Landtag war sie ab 2009 Vorsitzende des Ausschusses für Soziales, Familie und Gesundheit sowie stellvertretende Vorsitzende im Justiz- und Verfassungsausschuss. Ab Februar 2012 war sie zudem Mitglied im Untersuchungsausschuss „Rechtsterrorismus und Behördenhandeln“ des Thüringer Landtags.
Nach erfolgreicher Wiederwahl mit 48,1 Prozent bei der Landtagswahl 2014 war Meißner Mitglied im Ausschuss für Soziales, Arbeit und Gesundheit sowie im Ausschuss für Migration, Justiz und Verbraucherschutz und ab Januar 2015 Sozialpolitische Sprecherin der CDU-Landtagsfraktion.
Zur Landtagswahl 2019 errang sie mit 41,5 Prozent erneut das Direktmandat in ihrem Wahlkreis und gewann damit klar vor dem Kandidaten der Linken. In der 7. Legislaturperiode war sie Mitglied im Ausschuss für Soziales, Arbeit, Gesundheit, Familie und Frauen, im Ausschuss für Migration, Justiz und Verbraucherschutz sowie im Wahlprüfungsausschuss. Außerdem war Meißner Sprecherin der CDU-Landtagsfraktion für die Themen Familie, Senioren, Behinderte sowie zuständig für den Bereich Gleichstellung.
Bei der Landtagswahl 2024 wurde Meißner über die Landesliste erneut in den Landtag gewählt.
Am 13. Dezember 2024 wurde Meißner zur Thüringer Ministerin für Justiz, Migration und Verbraucherschutz im Kabinett Voigt ernannt.

## Ehrenamt
Meißner sitzt im Kuratorium der Landeszentrale für politische Bildung sowie im Stiftungsrat der Thüringer Ehrenamtsstiftung. Zudem ist sie seit August 2009 Vorsitzende der Kreissportjugend Sonneberg. Sie ist Mitglied im Förderverein der Klosterschule Roßleben, im Förderverein der Staatlichen Berufsbildenden Schule Sonneberg, im Sonneberger Handballverein sowie im Schaumburg-Verein Schalkau e. V.

## Privates
Meißner ist verwitwet und lebt mit ihrer Tochter in Sonneberg.